# Racing Club Haïtien
Racing Club Haïtien je přední haitský fotbalový klub. Je jedenáctinásobným vítězem haitské ligy. V roce 1963 vyhrál 2. ročník Ligy mistrů CONCACAF.
Stadion Stade Sylvio Cator, na kterém hraje tým své domácí zápasy byl při zemětřesení v roce 2010 částečně poničen.

## Největší úspěchy
- 11× vítěz Ligue Haïtenne: (1938, 1941, 1946, 1947, 1954, 1958, 1962, 1969, 2000, 2002, 2009)
- 2× vítěz haitského poháru: (1941, 1944)
- 1× vítěz Ligy mistrů CONCACAF: 1963